# Dymer (Biskupiec)
Dymer (deutsch Dimmern) ist ein kleines Dorf in der polnischen Woiwodschaft Ermland-Masuren. Es gehört zur Stadt- und Landgemeinde Biskupiec (Bischofsburg) im Powiat Olsztyński (Kreis Allenstein).

## Geographische Lage
Dymer liegt im Zentrum der Woiwodschaft Ermland-Masuren, 25 Kilometer nördlich der einstigen Kreisstadt Ortelsburg (polnisch Szczytno) bzw. 33 Kilometer östlich der heutigen Kreismetropole Olsztyn (deutsch Allenstein).

## Geschichte

### Ortsgeschichte
Die erste Erwähnung des Dorfes Dimmern findet sich 1414. Eine Handfeste stellte 1485 der Pfleger von Ortelsburg, Conrad Stauchwitz, den Einwohnern von Dimmern aus. Eine zweite Handfeste stammt aus dem Jahre 1558, als Herzog Albrecht dem „getreuen Simon“ zehn Huben zu Dimmern verschrieb. In den Jahren 1781 bis 1787 werden die wirtschaftlichen Verhältnisse als nicht gut beschrieben. Eine bemerkenswerte Aufwärtsentwicklung wurde in der zweiten Hälfte des 19. Jahrhunderts verzeichnet. Dafür bedeutsam war die Gründung des Dimmernmeliorationsverbandes im Jahre 1873. Durch Trockenlegung des Dimmernsees  wurde zahlreiche Wiesen neu gewonnen. Auf den entwässerten Wiesen wurde am 3. August 1892 das „Administrationsetablissement Dimmernwiese“ (polnisch Łąka Dymerska) neu geschaffen.
Dimmern wurde 1874 in den neu errichteten Amtsbezirk Kobulten (polnisch Kobułty) im ostpreußischen Kreis Ortelsburg eingegliedert. Aufgrund der Bestimmungen des Versailler Vertrags stimmte die Bevölkerung in den Volksabstimmungen in Ost- und Westpreussen am 11. Juli 1920 über die weitere staatliche Zugehörigkeit zu Ostpreußen (und damit zu Deutschland) oder den Anschluss an Polen ab. In Dimmern stimmten 171 Einwohner für den Verbleib bei Ostpreußen, auf Polen entfielen keine Stimmen.
Mit dem gesamten südlichen Ostpreußen wurde Dimmern 1945 in Kriegsfolge an Polen überstellt und erhielt die polnische Namensform „Dymer“. Heute ist das Dorf Sitz eines Schulzenamtes (polnisch Sołectwo) und somit eine Ortschaft im Verbund der Stadt- und Landgemeinde Biskupiec (Bischofsburg) im Powiat Olsztyński (Kreis Allenstein), bis 1998 der Woiwodschaft Olsztyn, seither der Woiwodschaft Ermland-Masuren zugehörig.

### Einwohnerzahlen
| Jahr | Anzahl |
| ---- | ------ |
| 1820 | 84     |
| 1885 | 310    |
| 1905 | 296    |
| 1910 | 277    |
| 1933 | 213    |
| 1939 | 202    |

## Kirche
Bis 1945 war Dimmern in die evangelische Kirche Kobulten in der Kirchenprovinz Ostpreußen der Kirche der Altpreußischen Union sowie in die katholische Kirche Kobulten im damaligen Bistum Ermland eingepfarrt. Heute ist Dymer katholischerseits weiterhin nach Kobułty – jetzt im Erzbistum Ermland gelegen – ausgerichtet. Die evangelischen Einwohner orientieren sich zur Kirche in Rasząg (deutsch Raschung), einer Filialkirche der Pfarrei Sorkwity (Sorquitten) in der Diözese Masuren der Evangelisch-Augsburgischen Kirche in Polen.

## Verkehr
Dymer liegt verkehrsgünstig an der polnischen Landesstraße 57 (einstige deutsche Reichsstraße 128), die in Nord-Süd-Richtung durch Masuren verläuft und die Woiwodschaft Ermland-Masuren mit der Woiwodschaft Masowien verbindet. Eine Anbindung an den Bahnverkehr existiert nicht.